# Sanctuaire de la Nativité-de-Notre-Dame du Guayco
Le sanctuaire de la Nativité-de-Notre-Dame du Guayco est une église située au lieudit « le Guayco » à La Magdalena dans le canton Chimbo en Équateur, à laquelle l’Église catholique donne le statut de sanctuaire national. Il est rattaché au diocèse de Guaranda.

## Historique
Le lieu est associé à une apparition mariale à une indigène, en 1708. En 1777 s’y produit une guérison méricaleuse, et le miraculé fait alors construire une première chapelle, bénie le 8 septembre 1786.
Le 22 juin 1958, l’évêque de Guarada, Cándido Rada, fait de la « Vierge du Guayco » la patronne du diocèse. Il fait ensuite aménager les alentours du sanctuaire tels qu’ils sont connus actuellement.
La Conférence épiscopale équatorienne donne au sanctuaire le statut de sanctuaire national en 1977.